# Torpan Pojat
Le Torpan Pojat, plus connu sous le nom de ToPo Helsinki, est un club finlandais de basket-ball. Le club est basé dans la ville de Helsinki. Il est dissous en 2013.

## Histoire
Torpan Pojat est relégué en deuxième division pour la saison 2012-2013 et est dissous à la fin de celle-ci, remplacé sportivement par les Helsinki Seagulls.

## Palmarès
- Champion de Finlande : 1960, 1966, 1978, 1981, 1983, 1986, 1996, 1997, 1998
- Vainqueur de la Coupe de Finlande : 1980, 1992, 1996, 1997

## Joueurs célèbres ou marquants
- Dennis Rodman (1 match joué seulement)
- Scottie Pippen (2 matchs joués seulement)
- Mikko Koivisto
- Hanno Möttölä